# Tomislav Brkić
Tomislav Brkić (ur. 9 marca 1990 w Mostarze) – bośniacki tenisista, reprezentant kraju w Pucharze Davisa.

## Kariera tenisowa
Zawodowy tenisista od roku 2008.
W grze podwójnej zwycięzca dwóch turniejów o randze ATP Tour z pięciu rozegranych finałów. Ponadto wygrał jedenaście deblowych turniejów rangi ATP Challenger Tour oraz szesnaście singlowych i dwadzieścia dziewięć deblowych turniejów rangi ITF.
Najwyżej klasyfikowany w rankingu gry pojedynczej na 212. miejscu (6 października 2014), a w zestawieniu gry podwójnej na 40. pozycji (17 stycznia 2022).

### Finały w turniejach ATP Tour
| Legenda                                      |
| -------------------------------------------- |
| Wielki Szlem                                 |
| Igrzyska olimpijskie                         |
| Tennis Masters Cup / ATP Finals              |
| ATP Masters Series / ATP Tour Masters 1000   |
| ATP International Series Gold / ATP Tour 500 |
| ATP International Series / ATP Tour 250      |

#### Gra podwójna (2–3)
| Końcowy wynik | Nr | Data                 | Turniej      | Nawierzchnia  | Partner          | Przeciwnicy                           | Wynik finału   |
| ------------- | -- | -------------------- | ------------ | ------------- | ---------------- | ------------------------------------- | -------------- |
| Zwycięzca     | 1. | 7 marca 2021         | Buenos Aires | Ceglana       | Nikola Ćaćić     | Ariel Behar Gonzalo Escobar           | 6:3, 7:5       |
| Finalista     | 1. | 11 kwietnia 2021     | Marbella     | Ceglana       | Nikola Ćaćić     | Ariel Behar Gonzalo Escobar           | 2:6, 4:6       |
| Finalista     | 2. | 24 lipca 2021        | Umag         | Ceglana       | Nikola Ćaćić     | Fernando Romboli David Vega Hernández | 3:6, 5:7       |
| Finalista     | 3. | 24 października 2021 | Moskwa       | Twarda (hala) | Nikola Ćaćić     | Harri Heliövaara Matwé Middelkoop     | 5:7, 6:4, 9–11 |
| Zwycięzca     | 2. | 24 lipca 2022        | Gstaad       | Ceglana       | Francisco Cabral | Robin Haase Philipp Oswald            | 6:4, 6:4       |